# Loukovec
Loukovec település Csehországban, a Mladá Boleslav-i járásban. Loukovec Loukov, Březina, Chocnějovice, Mnichovo Hradiště és Koryta településekkel határos. Lakosainak száma 379 fő (2024. január 1.).

## Népesség
A település lakosságának változását az alábbi diagram mutatja:
| Lakosok száma | 505  | 473  | 448  | 336  | 293  | 250  | 297  | 339  | 361  | 379  |
|               | 1869 | 1900 | 1921 | 1961 | 1980 | 2011 | 2016 | 2019 | 2021 | 2024 |